# Selfish (álbum sencillo)
«Selfish» es el primer álbum sencillo de la rapera surcoreana Moonbyul. Fue lanzado el 23 de mayo de 2018 por RBW.

## Antecedentes y lanzamiento
El 11 de abril, se anunció que Moonbyul lanzaría su primer sencillo en solitario a principios de mayo. De acuerdo con varias fuentes, la filmación del vídeo musical había finalizado el día anterior, junto a Seulgi de Red Velvet. Seulgi y Moonbyul forjaron una amistad durante el programa Idol Drama Operation Team. En respuesta, RBW, el sello al que pertenece Moonbyul, confirmó la noticia, pero que la fecha de lanzamiento aún no se había decidido. Originalmente, la canción estaba destinada a ser incluida en el nuevo álbum de Mamamoo, pero luego fue elegida como la canción debut como solista de Moonbyul.
El 16 de mayo, su sello anunció que la rapera lanzaría su primer sencillo en solitario, «Selfish», el 23 de mayo. En el mismo día, se publicó la lista de canciones. El 18 de mayo, se lanzó el primer vídeo teaser en compañía de su mascota Daebak. El 19 de mayo, se lanzó la primera imagen conceptual de «Selfish» con Seulgi. Un segundo vídeo teaser se lanzó el 19 de mayo, seguido por otra imagen al día siguiente. El 22 de mayo, el teaser para el vídeo musical fue puesto en libertad. El 23 de mayo, el sencillo fue lanzado oficialmente, junto al vídeo musical. Además, la rapera publicó el vídeo para «In My Room», una canción que forma parte del álbum sencillo, para celebrar que el videoclip de «Selfish» sobrepasó el millón de visitas.

## Composición
«Selfish» es una canción de verano en la que las cantantes disfrutan del día a pesar de que el resto las juzguen. Presenta una melodía de R&B con una combinación de hi hats ritmícos y tambores bajos. La canción es pegadiza y endulzada con la suave voz de Seulgi. Moonbyul también mostró sus habilidades de rap. La letra habla de alguien que a veces quiere ser egoísta para poder vivir más feliz y amarse a sí mismo. La canción fue escrita y compuesta por Park Woo-sang.
Por otro lado, «In My Room» es una canción de R&B que denota tristeza y muestra un estilo más maduro por parte de Moonbyul. La canción fue escrita por ella misma, junto a Park Woo-sang, quien también produjo la canción.

## Lista de canciones
| N.º  | Título                       | Letras                  | Música        | Duración |  |
| 1.   | «In My Room»                 | Moonbyul, Park Woo-sang | Park Woo-sang | 2:57     |  |
| 2.   | «Selfish» (featuring Seulgi) | Park Woo-sang           | Park Woo-sang | 3:12     |  |
| 3.   | «Love & Hate (구차해)»       | Moonbyul, Park Woo-sang | Park Woo-sang | 3:05     |  |
| 6:57 |                              |                         |               |          |  |

## Posicionamiento en listas
| Lista (2018)                       | Mejor posición |
| ---------------------------------- | -------------- |
| Corea del Sur (Gaon Singles Chart) | 84             |
| Corea del Sur (K-pop Hot 100)      | 82             |

## Historial de lanzamiento
| País                               | Fecha              | Formato                     | Distribuidora             |
| ---------------------------------- | ------------------ | --------------------------- | ------------------------- |
| Varios                             | 23 de mayo de 2018 | Descarga digital, streaming | SM Entertainment, Dreamus |
| Corea del Sur                      | 23 de mayo de 2018 |                             | SM Entertainment, Dreamus |
| Kinho, descarga digital, streaming | 23 de mayo de 2018 |                             | SM Entertainment, Dreamus |